# Templo de Adriano
O Templo de Adriano (em latim: Hadrianeum; em italiano:  Tempio di Adriano) é um templo dedicado ao deificado imperador Adriano localizado no Campo de Marte, em Roma, na Itália, construído por seu filho e sucessor Antonino Pio, em 145, e atualmente incorporado num edifício posterior na Piazza di Pietra ("Praça de Pedra — um nome que remete à utilização das pedras do templo para construir a praça). Ele já foi erroneamente identificado como sendo o Templo de Netuno.

## História
Uma das paredes da cela ainda está de pé, com onze colunas coríntias com 15 metros de altura da colunata exterior assentadas sobre uma base de peperino com quatro metros de altura. Os orifícios de fixação do revestimento original de mármore ainda estão visíveis. Esta fachada, juntamente com a arquitrave (reconstruída depois da Antiguidade), foi incorporada num palácio papal do século XVII de Carlo Fontana, atualmente a sede da Borsa di Roma. O edifício originalmente era octostilo e tinha quinze colunas em cada lado longo (quatro delas se perderam do lado que sobreviveu).
Dentro do banco estão ainda os restos da cela sem abside ainda pode ser vistos, antigamente cobertos por uma abóbada de berço suportada por colunas entre as quais ficavam os troféus de batalha. A base das colunas tinham relevos de personificações das províncias do império (alguns dos quais estão hoje no Museu Nacional Romano e nos Museus Capitolinos, e revelam a política menos beligerante de Adriano em relação ao seu predecessor, Trajano.
O templo tinha uma grande arcada quadrada rodeada de colunas em giallo antico que se abria para a Via Lata (atual Via del Corso) através de um arco triunfal, identificado depois como sendo o "Arco de Antonino" em fontes posteriores, mas que também foi chamado de "Arco de Cláudio" e "Arco de Tosetti", o nome da família que habitava a Piazza Sciarra (desaparecida depois do alargamento da Via del Corso). Apesar de ter sido demolido por estar em ruínas no século XVIII, seu nome sobrevive na Via dell'Archetto.

## Galeria

Relevos do templo
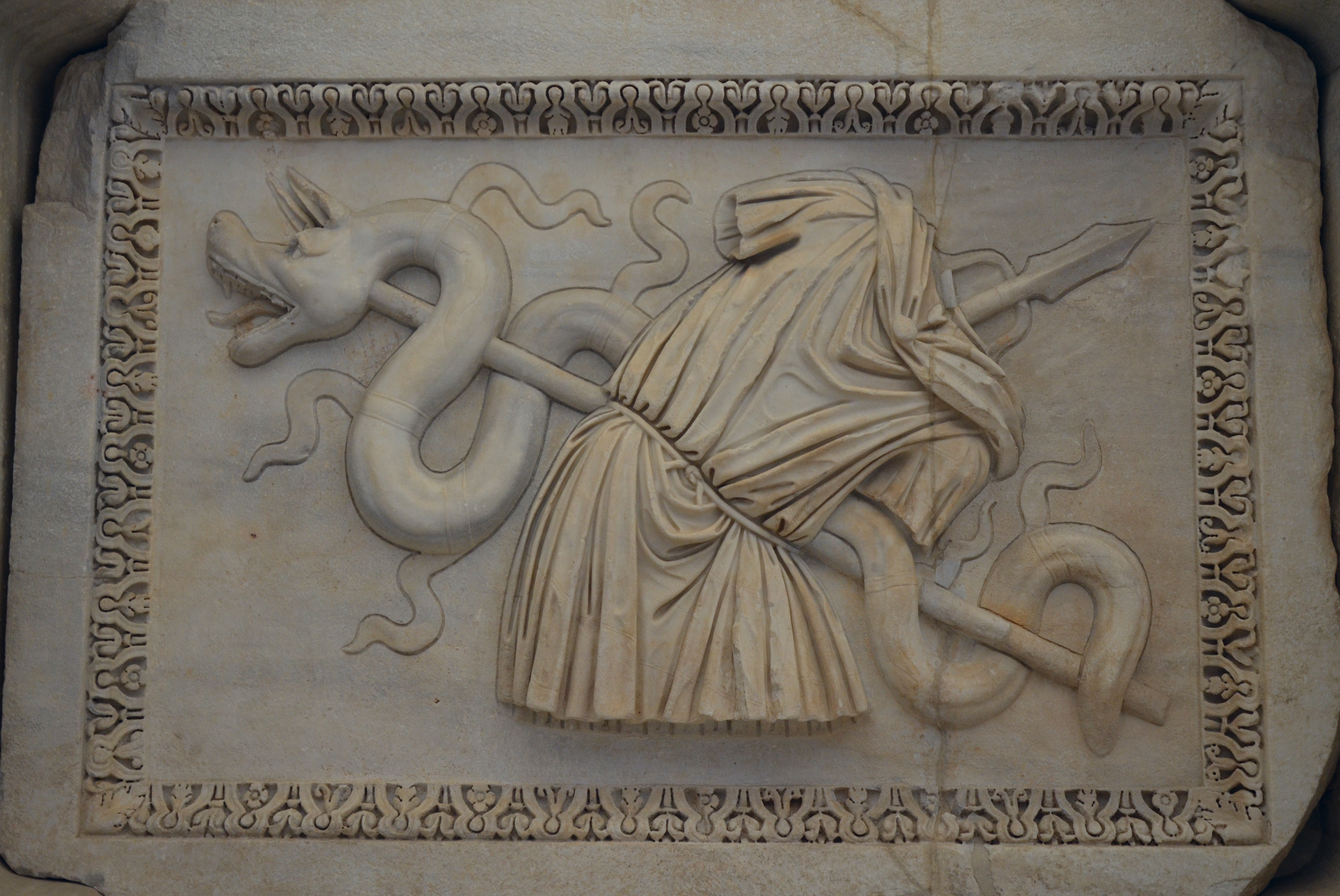
Troféu de batalha, no Museu Arqueológico de Nápoles.
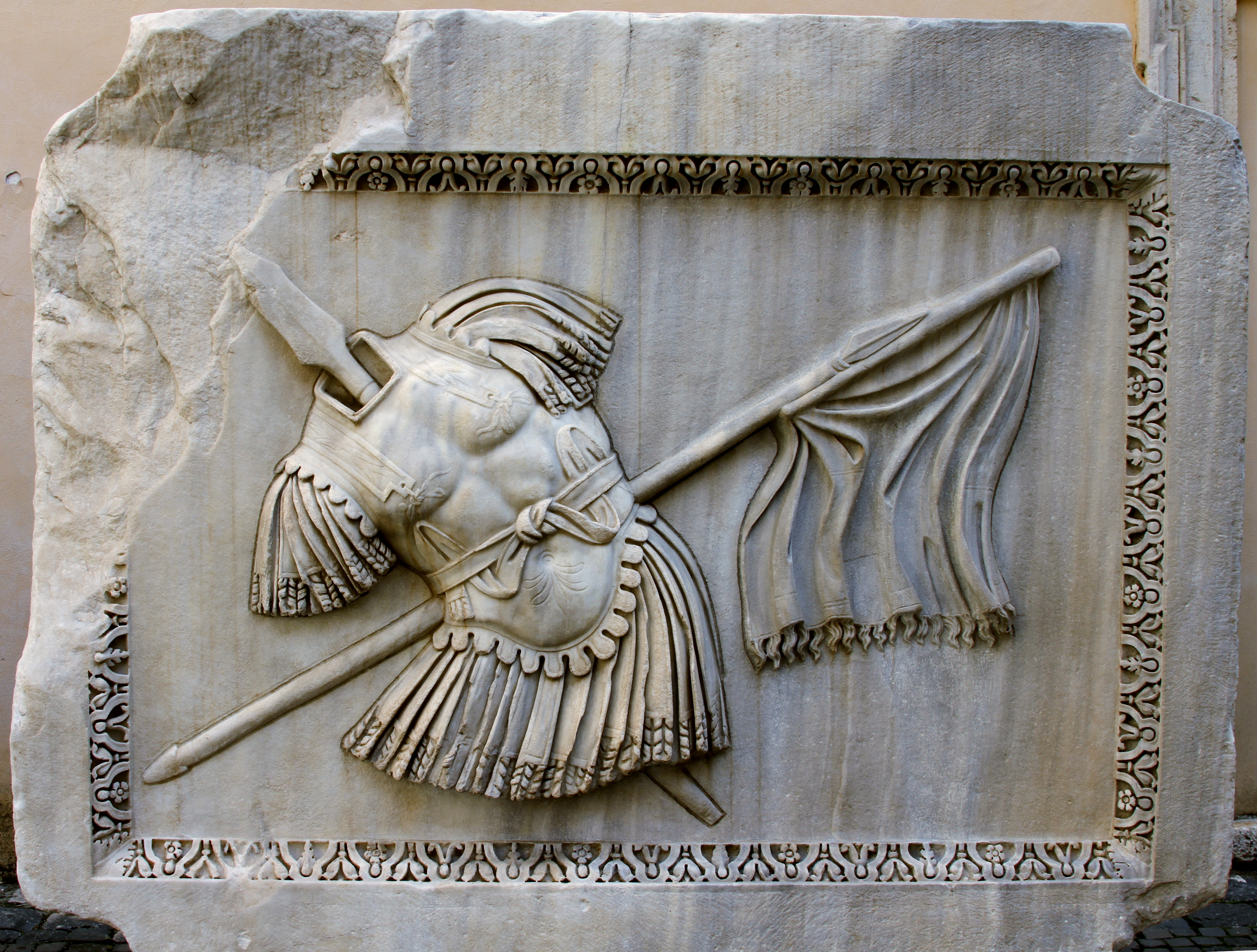
Troféu de batalha, no Palazzo dei Conservatori (Museus Capitolinos).
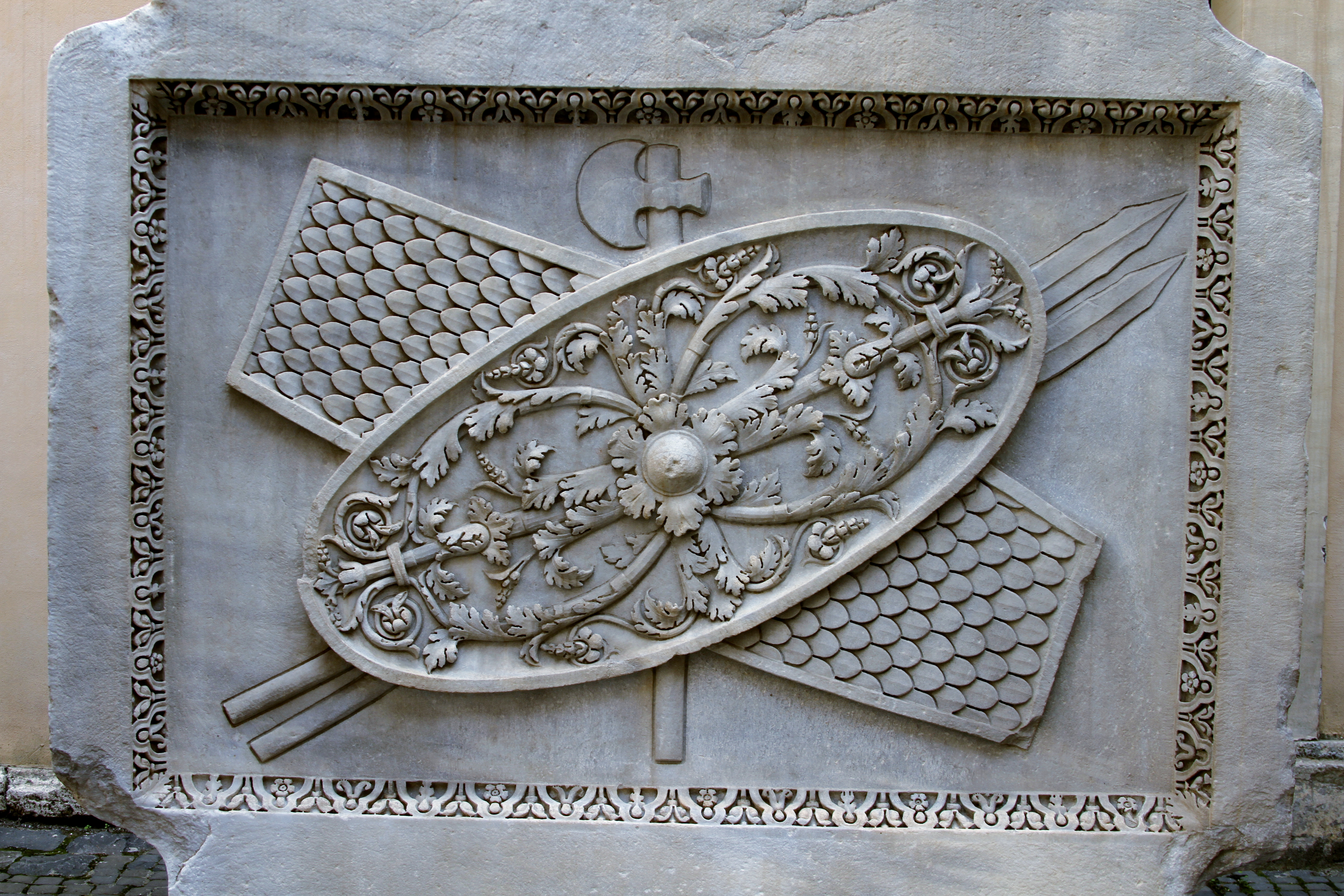
Troféu de batalha, no Palazzo dei Conservatori (Museus Capitolinos).
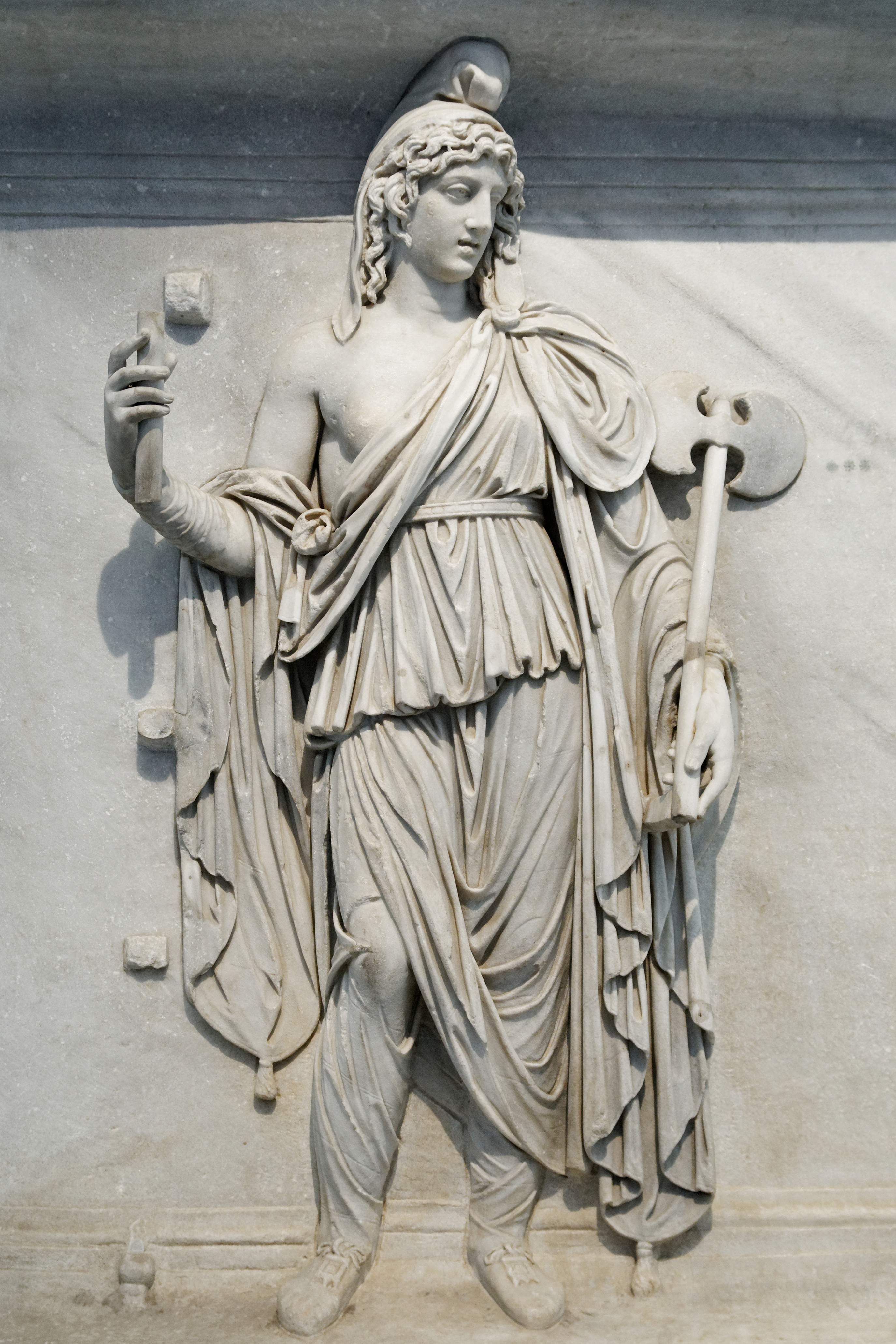
Personificação da Bitínia, em Nápoles.
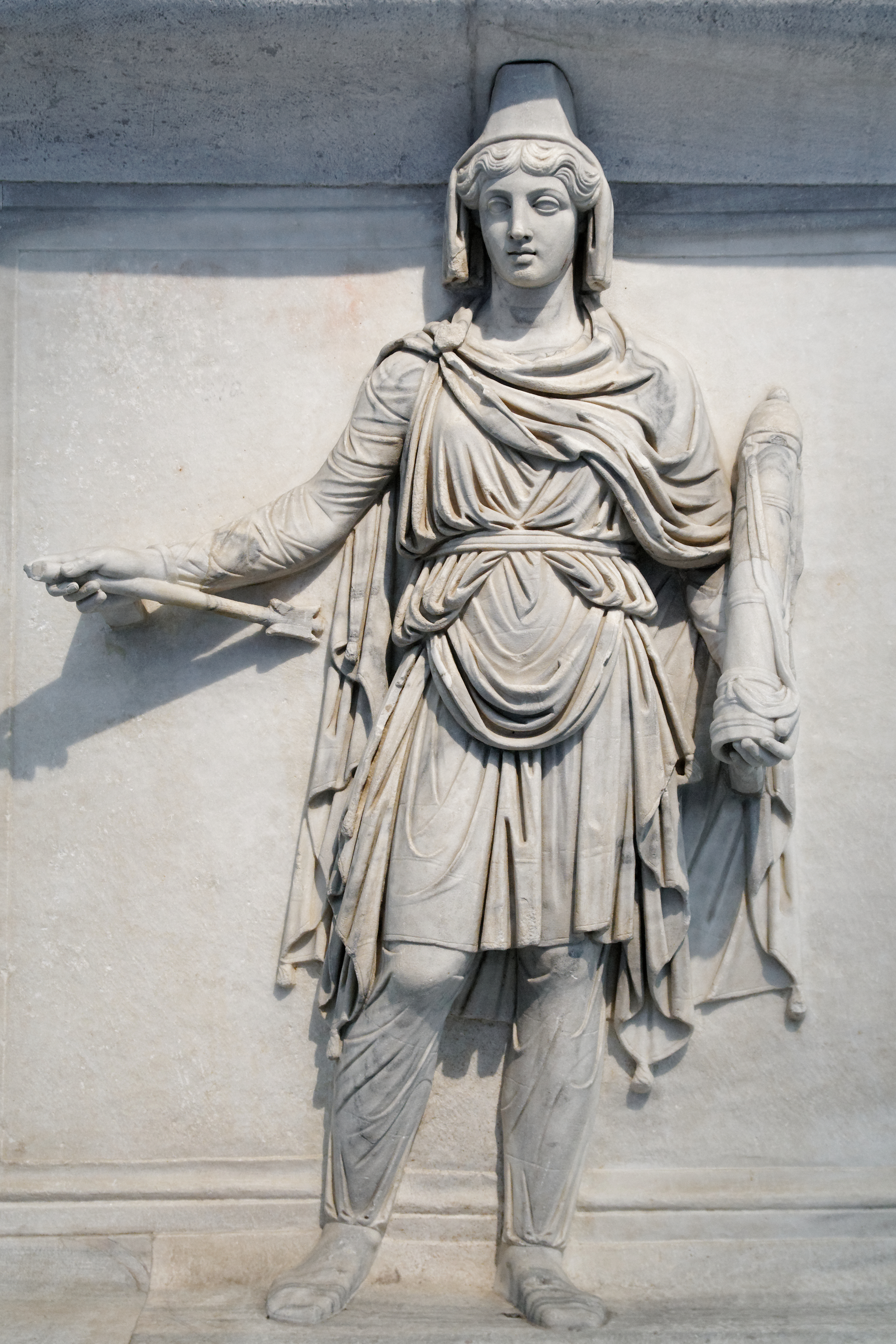
Personificação da Armênia, em Nápoles.
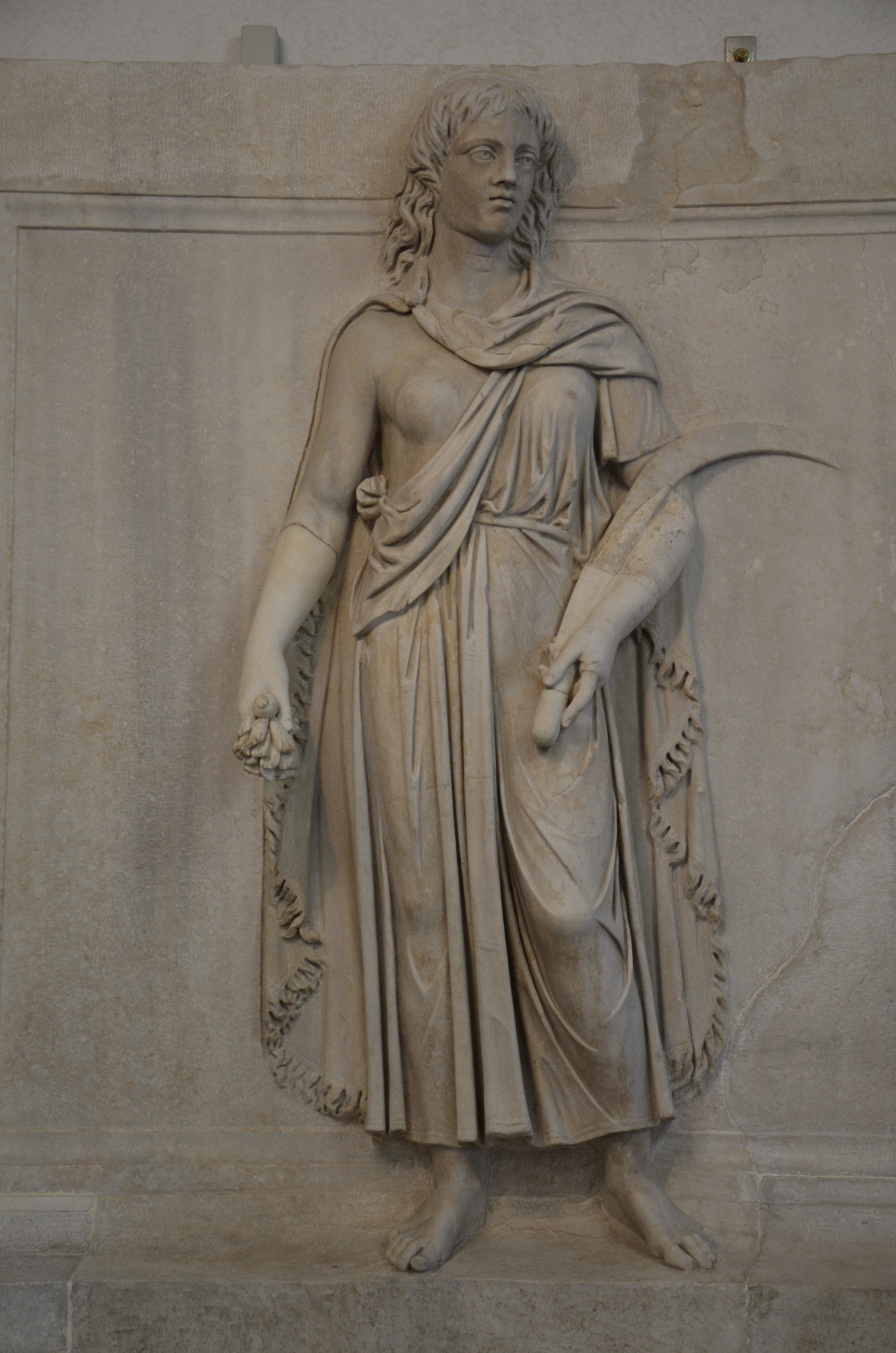
Personificação da Trácia, no Palazzo dei Conservatori (Museus Capitolinos).

## Localização
| Planimetria do Campo de Marte central |
| --- |
| Termas de Nero Estádio de Domiciano Panteão Basílica de Netuno Termas de Agripa Estagno ? Odeão de Domiciano Ínsulas da época de Adriano Galpões militares? Galpões militares? Galpões militares? Septa Júlia Diribitório Pórtico dos Deuses Água Virgem Arco de Cláudio Pórtico de Vipsânia Quartel da I coorte dos vigiles Iseu Templo de Minerva Calcídica Altar de Marte Via Flamínia Via Flamínia Templo de Adriano Templo de Matídia Teatro de Pompeu Templos do Largo Argentina Pórtico de Minúcio Coluna de Marco Aurélio T. de M. Aurélio e Faustina (?) Arco de M. Aurélio (?) Coluna de Antonino Pio Ustrino de Faustina Maior Ustrino de Faustina Menor Via Reta Pórtico e Templo de Bom Evento Pórtico de Pompeu Arco Novo Pórtico de Meleagro Pórtico dos Argonautas Piazza della Rotonda Vila Pública |